# Brezza (Grazzanise)
Brezza, è una frazione del comune di Grazzanise, in provincia di Caserta. Costituisce la frazione più estesa e popolata del Comune di Grazzanise.
Collegata a Grazzanise tramite il ponte "Unità d'Italia", sorge sulla riva destra del Volturno. La località è nota per la produzione del pane di Brezza. Ospita una chiesa dedicata a San Martino Vescovo e il plesso "Johann Heinrich Pestalozzi" dell'Istituto comprensivo di Grazzanise.

## Storia
Si pensa che - in base ai resti e dalle notizie storiche - nell’attuale centro storico di Brezza vi fosse una villa romana in uso fino al IV secolo d.c. nelle cui vicinanze correva una strada lastricata, andata persa nel dopoguerra. Il nome della località significherebbe "breccia" o "zona lastricata", a indicare appunto la presenza di una strada, l'Appia. La strada Brezza-Capua ricalca il tracciato dell'Appia antica, nel tratto che collegava Casilinum a Sinuessa e i vari siti romani di questo tratto.
Il fiume rivela poi, quando è in secca, grossi blocchi in calcare, riferibili a una strada basolata; inoltre c'era, fra l'ansa del fiume e la chiesa di S. Martino, una lunga galleria est-ovest caratterizzata da struttura in opera reticolata e nicchie, andata persa.

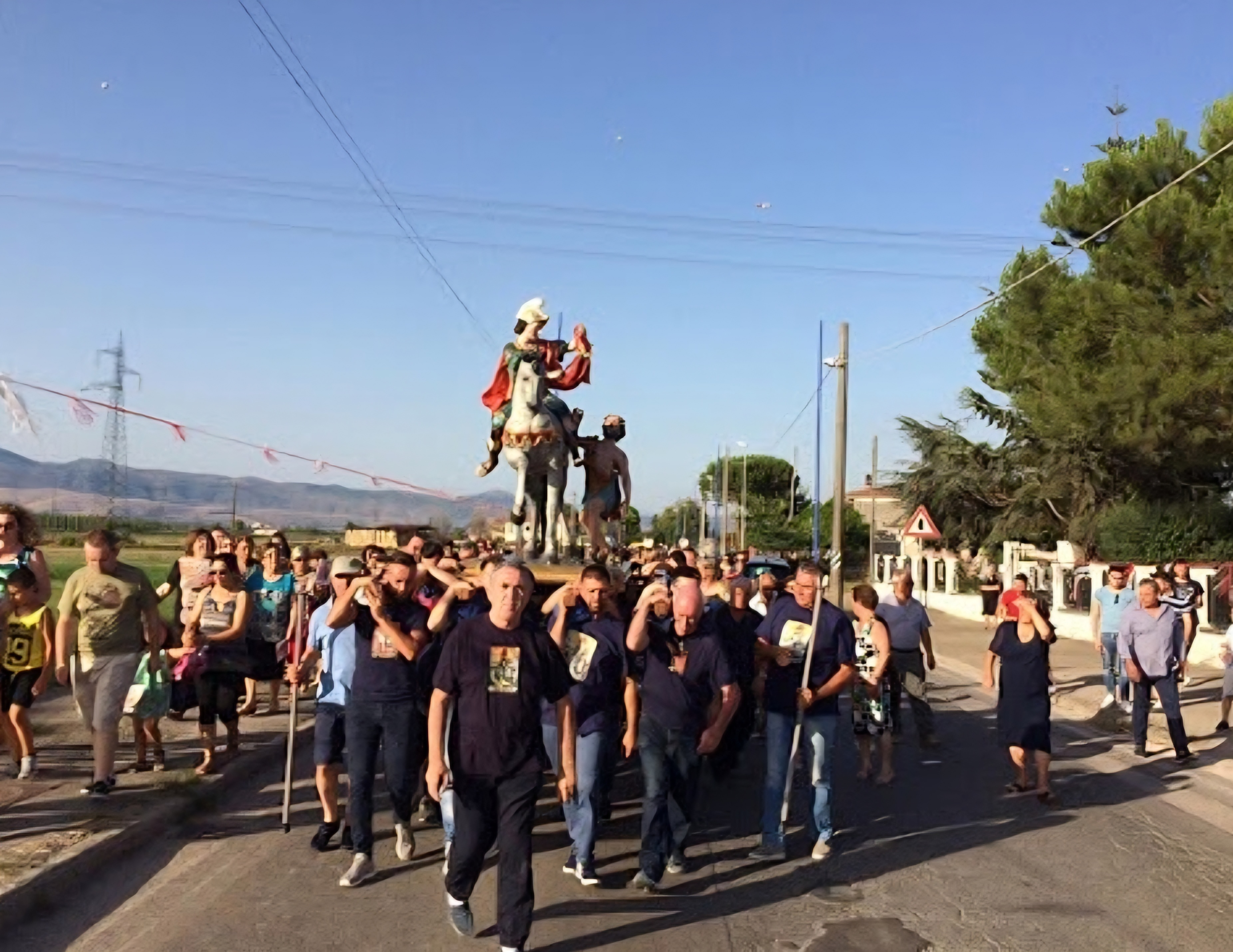
Processione di san Martino

Più a valle, in località "Torre degli Schiavi", nel novembre 1649 fu ritrovata una lapide che indica la fondazione di una colonia Giulia.
Era di Brezza il maresciallo dei Carabinieri Clemente Carlino, che, il 20 gennaio 1921 a piazza del Municipio a Castellammare di Stabia, fu ucciso, mentre cercava di sedare una ressa, da un colpo di pistola sparato dai fascisti che volevano ostacolare i lavori della giunta socialista appena insediatasi. 

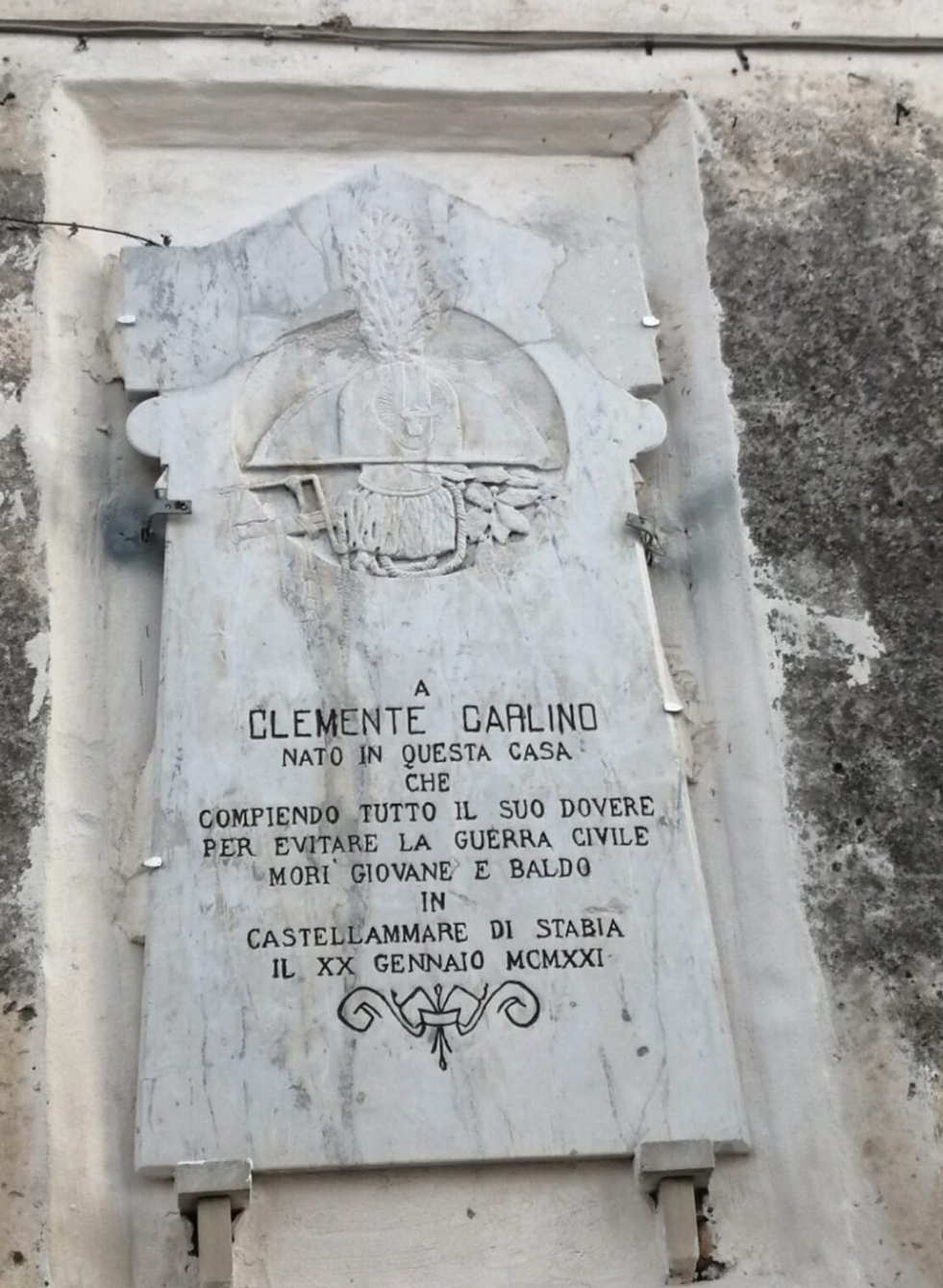
Targa in memoria di Clemente Carlino posta sulla sua casa natale

Collegata per lungo tempo con Grazzanise attraverso una scafa, ovvero una specie di zattera che andava da una riva all'altra del Volturno, nel secondo conflitto mondiale venne costruito dagli Alleati un ponte Bailey che rimase fino agli anni '70, sostituito poi dal nuovo ponte che nel 2011, in occasione del 150º anniversario dell'Unità d'Italia, venne battezzato ponte "Unità d'Italia".

## Società

### Cucina
A Brezza è localizzata la produzione del "pane di Brezza", un pane casereccio fatto con acqua, farina 00, sale e criscìto, cotto in forni di pietra a volta alimentati con bucce di nocciole.

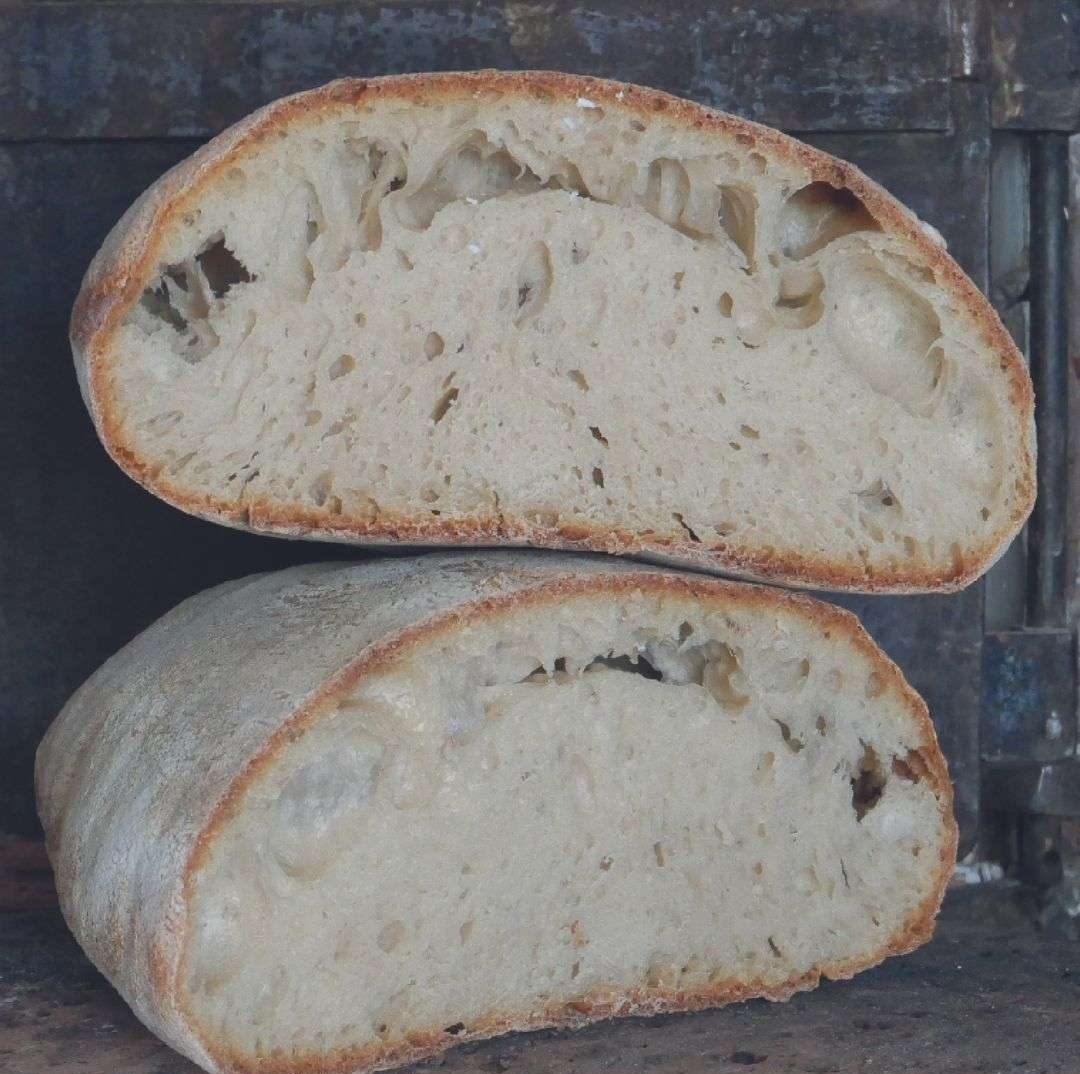
Pagnotta - chioppa - di pane di Brezza tagliata a metà

Per il giorno di pasqua ne viene preparata una versione a croce con delle uova infossate nella pagnotta.